# Eliogabal
Elagabal sau Eliogabal (în latină: Elagabalus sau Heliogabalus); (n. 20 martie 203 d.Hr., Roma, Imperiul Roman – d. 11 martie 222 d.Hr., Roma, Imperiul Roman), născut Varius Avitus Bassus și cunoscut de asemenea ca Varius Avitus Bassianus Marcus Aurelius Antoninus, a fost împărat roman al dinastiei Severilor și a domnit din 218 până în 222.

## Biografie
Fiu al lui Sextus Varius Marcellus, cavaler roman din Apaeea, și al Iuliei Soaemias, nepot al împăratului Caracalla, preot din Emesa al zeului soare (Elah-Gabal), numit de posteritate Elagabal (Heliogabalus), a fost proclamat împărat în primăvara anului 218 de legiunile din Siria, nemulțumite de politica austeră a lui Macrinus. Elagabal a dobândit tronul imperial și a restabilit astfel dinastia Severilor. Puterea reală a fost exercitată însă de Iulia Maesa (bunica) și Iulia Soaemias (mama sa). Politica autocrată, excesele și capriciile împăratului-copil au compromis în scurt timp noul regim. Sub presiunile Iuliei Maesa, Elagabalus l-a adoptat și l-a ridicat la rangul de caesar pe M. Aurelius Alexander, vărul său (221).
Elagabal a fost un împărat lipsit de popularitate, atât în rândul populației, cât și al patricienilor. El a comis un număr de acțiuni scandaloase față de cultele religioase de la Roma. Ca preot a lui zeului-soare de la Apaeea, el va lua Palladiumul, sfântul idol al Minervei adus la Roma din Troia de către Enea (ținut în Templul Vestei, fiind interzis să fie scos din acesta) și îl va aduce în templul său personal din Palatin, pentru a o căsători pe Minerva (zeiță virgină) cu zeul său. Ulterior, se va răsgândi, alegând să îl căsătorească cu idolul Iunonei din Cartagian (soția lui Jupiter). S-a căsătorit, împotriva tradițiilor, cu o vestală și se comporta într-un mod bizar (se farda, îmbrăca costume femeiești) ceea ce a mărit nemulțumirile opiniei publice. A murit ucis, împreună cu mama sa, de garda pretoriană în martie 222.

## Legături externe
- Elagabal - caricatura Zeului Soare Arhivat în 11 iulie 2012, la Wayback Machine., Revista Magazin, 14 iunie 2006